# Плес у тами
Плес у тами (енгл. Dancer in the Dark) музичка је драма режисера и сценаристе Ларса фон Трира из 2000. године. Главну улогу тумачи исландска певачица Бјерк, која је такође компоновала музику за филм. Ово је трећи филм из фон Трирове трилогије „Златно срце" након драма Кроз таласе (1996) и Идиоти (1998).
Плес у тами је премијерно приказан на Канском филмском фестивалу, где је освојио Златну палму, док је Бјерк за улогу Селме награђена признањем за најбољу глумицу. Песма "I've Seen It All," дует Бјерк и Тома Јорка, била је номинована за Оскара у категороји Најбоља оригинална песма.

## Улоге
- Бјерк — Селма Жескова
- Катрин Денев — Кети
- Дејвид Морс — Бил Хјустон
- Кара Симор — Линда Хјустон
- Петер Стормаре — Џеф
- Шивон Фалон — Бренда
- Џоел Греј — Олдрич Нови
- Владица Костич — Џин
- Жан-Марк Бар — Норман
- Винсент Патерсон — Семјуел
- Жељко Иванек — окружни тужилац
- Стелан Скарсгорд — доктор